# Carles II Tocco
Carles II Tocco   (Zacint - Arta, 1448 (Gregorià))  de la família italiana Tocco va ser comte palatí de Cefalònia i dèspota d'Epir del 1429 al 1448, fill de Lleonard II Tocco i fill adoptiu de Carles I Tocco. Va heretar els comtats de Cefalònia i Zante del seu pare adoptiu el 1429. Fou també dèspota de Romania (Acarnània) des del 1429 fins al 1448 juntament amb el seu parent Memnone (fill natural de Carles I Tocco).

## Biografia
Carles II Tocco probablement va néixer a principis del segle XV. segle a Zakynthos (Zante). El seu pare era Leonardo II. Tocco, comte palatí de Cefalònia i Zacint, etc. Després de la seva mort prematura cap al 1418, Carles II va ser adoptat pel seu oncle Carles I Tocco, comte palatí de Cefalònia i dèspota de l'Epir. El 1424 va ser nomenat "comte de Zacint".
El 1429, Carles II va heretar. Després de la mort del seu oncle, Tocco va heretar el comtat palatí de Cefalònia i el despotat d'Epir, ja que no tenia hereus sinó només diversos fills il·legítims. Aquesta herència va ser rebutjada per un dels fills il·legítims, Memnon Tocco . Va exigir part de l'estat per a ell mateix i va demanar ajuda als otomans. Els otomans van conquerir Janina en la següent guerra de successió el 9 d'octubre de 1430, després d'haver pres prèviament Tessalònica. Carles II s'hi va haver de sotmetre, però se li va permetre continuar governant als territoris restants. Com que només controlava una fracció de l'Epir, ja no es feia dir "Dèspota de l'Epir" sinó "Dèspota d'Arta". El 1430 va perdre Janina i es va traslladar a Arta.
Per obtenir suport contra els turcs, Carles II es va posar sota el control de la República de Venècia i va demanar la protecció veneciana. Després es va convertir en ciutadà venecià i membre del Gran Consell . Com a resultat, Carles II va renunciar al domini otomà el 1444, però poc després va ser capturat pels otomans i va haver de sotmetre's de nou com a vassall.
Estava casat amb Raimondina Ventimiglia, que després fou regent del fill.
Va morir l'octubre del 1448 i el va succeir el seu fill Lleonard III Tocco. Abans de la seva mort, Carles II havia format un consell de regència format per quatre governadors, que ara assumien els afers d'estat en nom de Leonardo III. Quan els otomans van conquerir el territori de Leonardo el 1449, el van anomenar Karli-Eli, la "Terra de Carles", en referència a Carles II.
Va morir l'octubre del 1448 i el va succeir el seu fill Lleonard III Tocco.

## Descendència
Carles II Tocco es va casar amb Raimondina di Ventimiglia († després de 1449), filla de Giovanni I Ventimiglia (1382; † 1473 Castelbuono 1473), 1r. Marquès de Geraci etc., governador de la ciutat de Nàpols, i els quatre fills d'Agata de Prade:
- Leonardo III Tocco , darrer comte palatí de Cefalònia i dèspota d'Arta
- Antonio Tocco (mort el 1483 a Cefalònia),[7] va reconquerir les illes jòniques de Zacint i Cefalònia el 1481 amb l'ajuda de mercenaris catalans, però va ser traït i assassinat pels seus soldats que havien desertat als venecians.[8]
- Giovanni Tocco, es va casar amb Lucrezia
- Elvira Tocco († abans de 1479)